# Broken Boy Soldiers
Broken Boy Soldiers är The Raconteurs debutalbum som släpptes den 15 maj 2006 på skivbolaget Third Man Records.
Albumet blev tvåa på UK Albums Chart och sjua på Billboard 200.

## Låtlista
1. "Steady, As She Goes" – 3:35
2. "Hands" – 4:01
3. "Broken Boy Soldier" – 3:02
4. "Intimate Secretary" – 3:30
5. "Together" – 3:58
6. "Level" – 2:21
7. "Store Bought Bones" – 2:25
8. "Yellow Sun" – 3:20
9. "Call It a Day" – 3:36
10. "Blue Veins" – 3:52